# 克里斯·潘恩
克里斯多福·懷特洛·「克里斯」·潘恩（1980年8月26日—），美國男演員、製片人、編劇和導演。較著名的是在《星際爭霸戰》系列電影（2009年至今）中主演詹姆斯·T·寇克，以及2017年起在DC擴展宇宙中飾演史提夫·崔佛。
其他演出作品如電影《麻雀變公主2：皇家有約》（2004年）、《幸運之吻》（2006年）、《特務愛很大》（2012年）、《傑克萊恩：詭影任務》（2014年）、《魔法黑森林》（2014年）、《赴湯蹈火》（2016年）、《神力女超人》（2017年）、《不法國王》（2018年）和《龍與地下城：盜賊榮耀》（2023年）。

## 早年
克里斯·潘恩出生於美國加利福尼亞州洛杉磯，父親是勞勃·潘恩和母親葛恩·吉福德皆是演藝人員。父親是環球旗下的演員，母親曾是女明星，而現在從事精神治療醫師。外祖母安妮·葛恩是好萊塢知名女演員，外祖父麥斯·吉福德（Max M. Gilford）則是好萊塢律師，是俄羅斯猶太人後裔。他有一個同為演員的姊姊凱瑟琳·潘恩（Katherine Pine）。潘恩遺傳母親威爾斯和猶太的血統。
2002年，潘恩以英文學士學位畢業於加州大學柏克萊分校，大學畢業後克里斯曾在英國利兹大学的表演科系進修過一年，而後加入了舊金山美國藝術劇院的劇團裡演出。

## 職業生涯

### 2003年至2009年
克里斯的演藝生涯始於劇場表演，他曾經在威廉斯敦戲劇節上參與演出，並且也在加州大學和洛杉磯的劇團裡表演過戲劇。他曾經演出過《Our Tow》、《American Buffalo》、《No Exit》、和《Orestes》等名劇，可謂表演經驗非常豐富。
克里斯的第一個角色，是在2003年《仁心仁術》中演出Levine一角，而同年也曾在影集《法外情真》與《CSI犯罪現場：邁阿密》中客串演出。
2004年Chris星路逐漸大開，除了參與短片《Why Germany?》的拍攝以及在電視影集「American Dreams」中客串演出外，也在迪士尼監製的浪漫喜劇《麻雀變公主2：皇家有約》中擔任男主角Nicholas公爵並與安妮·海瑟薇演對手戲，此為克里斯首次於大銀幕上初試啼聲的演出，而此片在上映時獲得相當大的迴響。
2005年，Chris參與了獨立製片《懺悔》及另一部短片「The Bulls」的演出，也在熱門影集《六呎風雲》中客串。
2006年初，克里斯在電視電影《Surrender Dorothy》裡飾演Shawn一角（克里斯挑戰演出同性戀）。同年，克里斯的曝光率在三部院線電影中增加不少，其中包括了與琳賽·蘿涵合作的愛情喜劇《幸運之吻》，克里斯飾演男主角Jake Hardin，一位霉運不斷的年輕經紀人。另外在同樣是浪漫愛情片的《盲眼情真》中，克里斯則飾演男主角Danny，一位眼盲心不盲的好人尋求真愛的故事。同年，克里斯則在《五路追殺令》中飾演Darwin Tremor，在此片中克里斯有不少突破性的演出也因此更加深了克里斯在觀眾心中的印象。
而在2007年時，克里斯拒絕了White Jazz改編作品的演出機會，轉而接受了在《星際爭霸戰》裡飾演詹姆斯·T·柯克一角。而原本謠傳克里斯將擔綱《綠燈俠》中的主角，但此角最後由萊恩·雷諾斯擔任演出。另外，於同年間，克里斯與Scott Wolf在洛杉磯的Geffen Playhouse，一同參與演出由Neil LaBute製作的舞台劇「Fat Pig」（此舞台劇於2007年5月5日演出至2007年6月17日），
2008年，克里斯在由真實故事改編的《酒质受损》一片中飾演Bo Barrett，一名Napa Valley酒商放蕩不羈的兒子，並亦參與「An Inconvenient Head」短片的拍攝。
2009年，潘恩擔綱演出《星際爭霸戰》裡的男主角詹姆斯·T·柯克艦長一角，而此片上映時廣受迴響，克里斯繼而大紅。同月，他與同片的演員沙查·昆圖以及伦纳德·尼莫伊在《週六夜現場》中短暫露面，為此片宣傳。而在暑假休息期間，克里斯與克里斯·諾斯在洛杉磯的Geffen Playhouse一同參與演出由Beau Willimon製作的舞台劇「法拉格北站」。同年，克里斯參與演出的《絕命帶原者》亦於九月上映。而在2009年，克里斯另外亦參與「Beyond All Boundaries」短片的幕後配音（Hanson Baldwin- New York Times Military Editor / Sgt. Bill Ree，這部片僅在National World War II Museum in New Orleans播放，並以4D的型式演出）。
提到當初參與《星際爭霸戰》甄選時克里斯用糟糕透了來描述自己第一次甄選的表現，他覺得無法讓自己看起來像一位領導者般的認真嚴肅。而亞柏拉罕並沒有看潘恩的第一次試演，直到某次克里斯的經紀人與亞柏拉罕的太太見面後，亞柏拉罕決定給潘恩另一次甄選的機會，與昆圖演對手戲。
昆圖非常支持潘恩參與演出，他跟潘恩在同一個健身房健身所以早在這次工作前他們兩個就已經認識對方了。而在得到這個角色之後，潘恩寫了一封信給威廉·夏特纳並收到薛特納回信表示贊成讓他演出寇克一角。
而後，為了詮釋寇克這個角色，潘恩開始看《星際爭霸戰》影集中的經典情節並閱讀介紹《星際爭霸戰》宇宙的百科大全，但當他發覺他似乎是在複製薛特納所飾演的寇克後他便停止了。潘恩覺得他必須詮譯出寇克幽默、自負以及果斷的個性，類似於薛特納所飾演的寇克但又必須與之不同。
另外潘恩曾提到，當他在看原創影集時他也被薛特納使用詼諧幽默的方式讓演出更具特色的這點給震撼了。因此潘恩決定在演出寇克這個角色時，加入湯姆·克魯斯在《捍衛戰士》以及哈里森·福特《印第安纳·琼斯》、韓·蘇羅裡面角色演出的元素，以作為替代。

### 2010年至今
2010年，潘恩完成了《土星之旅》的配音，以及參與獨立製片《小鎮周六夜》的演出（於此片中，克里斯獻聲唱歌〈Someday came Today〉）。暑假期間，克里斯在洛杉磯參與由black comedy出品的《The Lieutenant of Inishmore》，並因此贏得LA Drama Critics Circle Award，於九月時在MTV VMAs獲獎。同年十月，克里斯與丹泽尔·华盛顿共同演出由托尼·斯科特導演、Mark Bomback製作的《危情时速》，於此片中克里斯飾演年輕的火車列車長Will Colson，協助由丹泽尔·华盛顿飾演的資深鐵路工程師阻止一輛上頭裝載從鄰近城市掃蕩的有毒液體和致命瓦斯的失控長貨運列車。
而2011年，潘恩與原創的寇克艦長，威廉·夏特纳一同參與由薛特納製作以及導演的「The Captains」，在此片中薛特納對克里斯提問有關未來的職業規劃以及他對於在2009年《星際爭霸戰》一片中飾演艦長寇克的感想。兩人間充滿角力較勁的採訪片段，亦是一段難忘的珍貴回憶，那些畫面更是如病毒般以「Kirk V Kirk」等標題在網路上漫延。
2012年，由潘恩、麗絲·韋花絲潘以及湯姆·哈迪共同演出的《特務愛很大》於二月間上映。另外，克里斯參與演出的《平凡人生》亦完成拍攝，並於同年六月上映。接下來，潘恩參與的《守护者联盟》錄音工程也將於年中左右完成，並同時加入《星际迷航：暗黑无界》的拍攝工作。
另外，在2009年時，克里斯曾與製作人D·J·克魯索討論參與《The Art of Making Money》的演出。而2009年十月，派拉蒙電影公司確認克里斯亦將參與湯姆·克蘭西小說的重新演出，並飾演CIA分析師傑克·雷恩一角。他將成為第四位飾演傑克·雷恩的演員，之前此角曾由艾力·寶雲、哈里森·福特、本·阿弗莱克擔任演出。2012年，《星际迷航：暗黑无界》在年初開拍，並於5月殺青。此片於2013年上映。
2014年，他出演了《老闆不是人2》中的雷克斯和音樂劇改編電影《魔法黑森林》中灰姑娘的白馬王子。並與瑪格·羅比、奇維托·艾吉佛共同參演了科幻片《末日寂境》。2015年7月，據報導，潘恩將於2017年電影《神力女超人》中飾演史提夫·崔佛，電影上映後，電影本身及潘恩的演技皆獲得了好評。

## 私生活
2014年3月1日，潘恩在紐西蘭拍攝《末日寂境》時，因路邊酒精呼氣測試不合格而被梅思文附近警察逮捕。3月17日，潘恩承認自己酒駕，並描述了他在當地的酒吧喝了四杯伏特加酒。因此他支付了93紐西蘭元的罰金。

## 作品列表

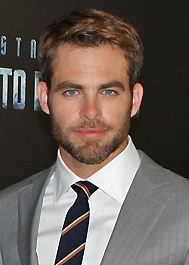
2013年8月，潘恩在悉尼的《闇黑無界：星際爭霸戰》首映會

### 電影
| 年份 | 標題                               | 角色                                                         | 附註 |
| ---- | ---------------------------------- | ------------------------------------------------------------ | --- |
| 2004 | 《為什麼是德國？》（Why Germany?） | 克里斯（Chris）                                              | 短片 |
| 2004 | 《麻雀變公主2：皇家有約》          | 尼可拉斯勳爵（Lord Nicholas）                                | |
| 2005 | 《懺悔》（Confession）             | 路瑟·史考特（Luther Scott）                                  | |
| 2005 | 《公牛》（The Bulls）              | 傑森（Jason）                                                | 短片 |
| 2006 | 《幸運之吻》                       | 傑克·哈丁（Jake Hardin）                                     | |
| 2006 | 《盲眼情真》                       | 丹尼（Danny）                                                | |
| 2006 | 《五路追殺令》                     | 達爾文·崔摩（Darwin Tremor）                                 | |
| 2008 | 《戀戀酒鄉》                       | 波·巴雷特（Bo Barrett）                                      | |
| 2009 | 《星際爭霸戰》                     | 詹姆斯·T·寇克                                                | 波士頓影評人協會獎最佳群戲 提名-MTV電影大獎最佳突破演出 提名-MTV電影大獎最佳動作明星 提名-青少年票選獎必選電影抱怨聲 提名-青少年票選獎必選電影新男性面孔 提名-華盛頓影評人協會獎最佳群戲 尖叫獎最佳科幻電影或電視男主角 丹佛影評人協會獎最佳群戲表演 提名-廣播影評人協會獎最佳群戲表演 |
| 2009 | 《絕命帶原者》                     | 布萊恩（Brian）                                              | |
| 2009 | 《小鎮周六夜》                     | 瑞特（Rhett）                                                | |
| 2009 | 《土星之旅》                       | 戴夫（Dave）                                                 | 配音 |
| 2010 | 《煞不住》                         | 威爾·科爾森（Will Colson）                                   | |
| 2012 | 《特務愛很大》                     | 富蘭克林·福斯特（Franklin Foster）                           | 提名-青少年票選獎必選電影浪漫喜劇男演員 |
| 2012 | 《捍衛聯盟》                       | 傑克凍人                                                     | 配音 |
| 2013 | 《闇黑無界：星際爭霸戰》           | 詹姆斯·T·寇克                                                | 提名-全美民選獎最受歡迎銀幕搭檔（與扎克瑞·昆圖共享） 提名-青少年票選獎必選暑期電影男星 |
| 2014 | 《驚天諜變：魅影特攻》             | 傑克·萊恩                                                    | |
| 2014 | 《玩命狂飆》                       | 羅傑·卡羅斯（Roger Karos）                                   | |
| 2014 | 《老闆不是人2》                    | 雷克斯·韓森（Rex Hanson）                                    | |
| 2014 | 《魔法黑森林》                     | 灰姑娘的王子                                                 | 提名-鳳凰城影評人協會獎最佳群戲表演（與全體演員共享） 衛星獎最佳電影群戲（與全體演員共享） |
| 2015 | 《末日寂境》                       | 迦勒（Caleb）                                                | |
| 2016 | 《絕命救援》                       | 伯尼·韋伯                                                    | |
| 2016 | 《蝙蝠俠對超人：正義曙光》         | 史提夫·崔佛                                                  | 客串；僅照片 |
| 2016 | 《赴湯蹈火》                       | 托比·霍華（Toby Howard）                                     | |
| 2016 | 《星際爭霸戰：浩瀚無垠》           | 詹姆斯·T·寇克                                                | 提名-青少年票選獎電影選擇獎：最受年輕族群期待男演員 |
| 2017 | 《神力女超人》                     | 史提夫·崔佛                                                  | 青少年票選獎電影選擇獎：動作片男演員 提名-青少年票選獎電影選擇獎：夏季電影男星 提名-青少年票選獎電影選擇獎：最佳組合（與蓋兒·加朵共享） |
| 2018 | 《時間的皺摺》                     | 亞歷山大·「艾力克斯」·莫瑞博士（Dr. Alexander "Alex" Murry） | |
| 2018 | 《不法國王》                       | 羅伯特·布魯斯                                                | |
| 2018 | 《蜘蛛人：新宇宙》                 | 彼得·帕克／蜘蛛人                                            | 配音 |
| 2020 | 《神力女超人1984》                 | 史提夫·崔佛                                                  | |
| 2022 | 《救命緝約》                       | 詹姆士·哈柏（James Harper）                                  | 兼執行製片人 |
| 2022 | 《重出江湖》                       | 亨利·培勒姆（Henry Pelham）                                  | 兼執行製片人 |
| 2022 | 《助產士》                         | 格雷戈里·宗科夫斯基醫生（Dr. Gregory Zonkowski）             | 兼監製 |
| 2022 | 《亲爱的别担心》                   | 法蘭克（Frank）                                              | |
| 2023 | 《龍與地下城：盜賊榮耀》           | 埃爾金·戴維斯（Edgin Darvis）                                | |
| 2023 | 《泳池管理员》                     | 達倫·巴倫曼（Darren Barrenman）                              | 兼導演、編劇和監製 |
| 2023 | 《星願》                           | 摩尼菲國王（King Magnifico）                                 | 配音 |

### 電視
| 年份       | 標題                    | 角色                                               | 附註                                                    |
| ---------- | ----------------------- | -------------------------------------------------- | ------------------------------------------------------- |
| 2003       | 《急診室的春天》        | 萊文（Levine）                                     | 單集：〈A Thousand Cranes〉                             |
| 2003       | 《法外情真》            | 朗尼·格蘭迪（Lonnie Grandy）                       | 單集：〈Hazel Park〉                                    |
| 2003       | 《CSI犯罪現場：邁阿密》 | 湯米·錢德勒（Tommy Chandler）                      | 單集：〈Extreme〉                                       |
| 2005       | 《美國夢》              | 喬伊·特里梅因（Joey Tremain）                      | 單集：〈Tidings of Comfort and Joy〉                    |
| 2005       | 《六呎風雲》            | 年輕的山姆（Young Sam）                            | 單集：〈Dancing for Me〉                                |
| 2006       | Surrender Dorothy       | 蕭恩（Shawn）                                      | 電視電影                                                |
| 2009、2017 | 《週六夜現場》          | 他自己                                             | 2集                                                     |
| 2014–2020  | 《機器雞》              | 傑克船長（Captain Jake）／諾曼·貝茲／詹姆斯·T·寇克 | 配音；3集                                               |
| 2015       | 《哈啦夏令營：第一天》  | 艾瑞克（Eric）                                     | 5集                                                     |
| 2015–2018  | 《超級豪宅》            | 迪夫洛博士／羅波-迪諾（Dr. Devizo / Robo-Dino）    | 配音；13集                                              |
| 2017       | 《爆笑女警》            | 湯瑪斯·霍恩拜恩博士（Dr. Thomas Hornbein）         | 3集                                                     |
| 2017       | 《突破》                | 他自己（旁白）                                     | 單集：〈Power to the People〉                           |
| 2017       | 《哈啦夏令營：十年後》  | 艾瑞克                                             | 4集                                                     |
| 2019       | 《我即黑夜》            | 傑·辛格利泰里（Jay Singletary）                    | 兼執行製片人；6集 提名-衛星獎迷你劇或電視電影最佳男主角 |
| 2019       | 《特工老爹》            | 阿里斯泰爾·科瓦克斯（Alistair Covax）              | 配音；單集：〈Rabbit Ears〉                             |
| 2020       | 《家庭電影：公主新娘》  | 衛斯理（Westley）                                  | 單集：〈Chapter One: As You Wish〉                      |

### 電子遊戲
| 年份 | 標題           | 配音角色      | 附註 |
| ---- | -------------- | ------------- | ---- |
| 2013 | 《星際爭霸戰》 | 詹姆斯·T·柯克 |      |

## 外部連結
- 克里斯·潘恩在互联网电影资料库（IMDb）上的資料（英文）
- TCM电影资料库上克里斯·潘恩的资料（英文）
- 在AllMovie上克里斯·潘恩的頁面（英文）

- 克里斯·潘恩 在阿尔法记忆的相关页面（一個的Wiki網站）